# John Clute
Œuvres principales
- Appleseed

John Frederick Clute, né le 12 septembre 1940 à Toronto en Ontario, est un écrivain et critique littéraire de science-fiction. Il est né à Toronto au Canada et habite le Royaume-Uni depuis 1969.

## Carrière de romancier
John Clute a été décrit comme une figure emblématique de la science-fiction,.
Les articles de l'imaginaire de John Clute sont publiés par divers périodiques depuis les années 1970. Il est coéditeur de l' Encyclopédie de la science-fiction (avec Peter Nicholls), de l' Encyclopédie de la fantaisie (en) (avec John Grant) et de l'Encyclopédie illustrée de la science-fiction (The Illustrated Encyclopedia Of Science Fiction).
Sa nouvelle Appleseed (1999) est remarquée par la critique,. En 2006, Clute publie The Darkening Garden: A Short Lexicon of Horror.
Il a été récompensé en 2011 par le prix Solstice.

## Œuvres

### Roman
- (en) Appleseed, 2001

### Essais
- (en) The Disinheriting Party, Allison & Busby, 1977  (ISBN 0-85031-134-9)
- (en) Strokes: Essays and Reviews 1966-1986, Serconia Press, 1988  (ISBN 0-934933-03-0)
- (en) Look at the Evidence [1987-1993], Liverpool University Press, 1995  (ISBN 0-85323-820-0)
- (en) Appleseed, Orbit, 1999  (ISBN 1-85723-758-7)
- (en) Scores: Reviews 1993 - 2003, Beccon Publications, 2003  (ISBN 1-870824-47-4)
- (en) The Darkening Garden, Payseur & Schmidt, 2006  (ISBN 0-9789114-0-7)
- (en) Canary Fever, Beccon Publications, 2009  (ISBN 9781-870824-56-9)